# Hôtel de la Tour du Pin
Ne doit pas être confondu avec Hôtel de Bricqueville.
L'hôtel de la Tour du Pin ou hôtel de Bricqueville est un édifice situé à Bayeux, dans le département du Calvados, en France. Il est inscrit au titre des monuments historiques.

## Localisation
Le monument est situé au no 14 de la rue du Général-de-Dais, dans le secteur sauvegardé de la ville de Bayeux.

## Historique
L'hôtel est édifié au XVIIIe siècle en 1770, pour Moisson d'Urville.
La famille de Bricqueville acquiert l'édifice qui prend le nom de la Tour du Pin à partir de 1830.
L'édifice fait l'objet d'une protection différenciée : les façades et les toitures de la remise à voitures et chevaux, la cour avec les balustrades sont classées au titre des monuments historiques depuis le 21 juillet 2000. Le reste de l'édifice est inscrit.

## Architecture
L'immeuble est bâti en calcaire et selon le style Louis XVI avec guirlandes et draperies.

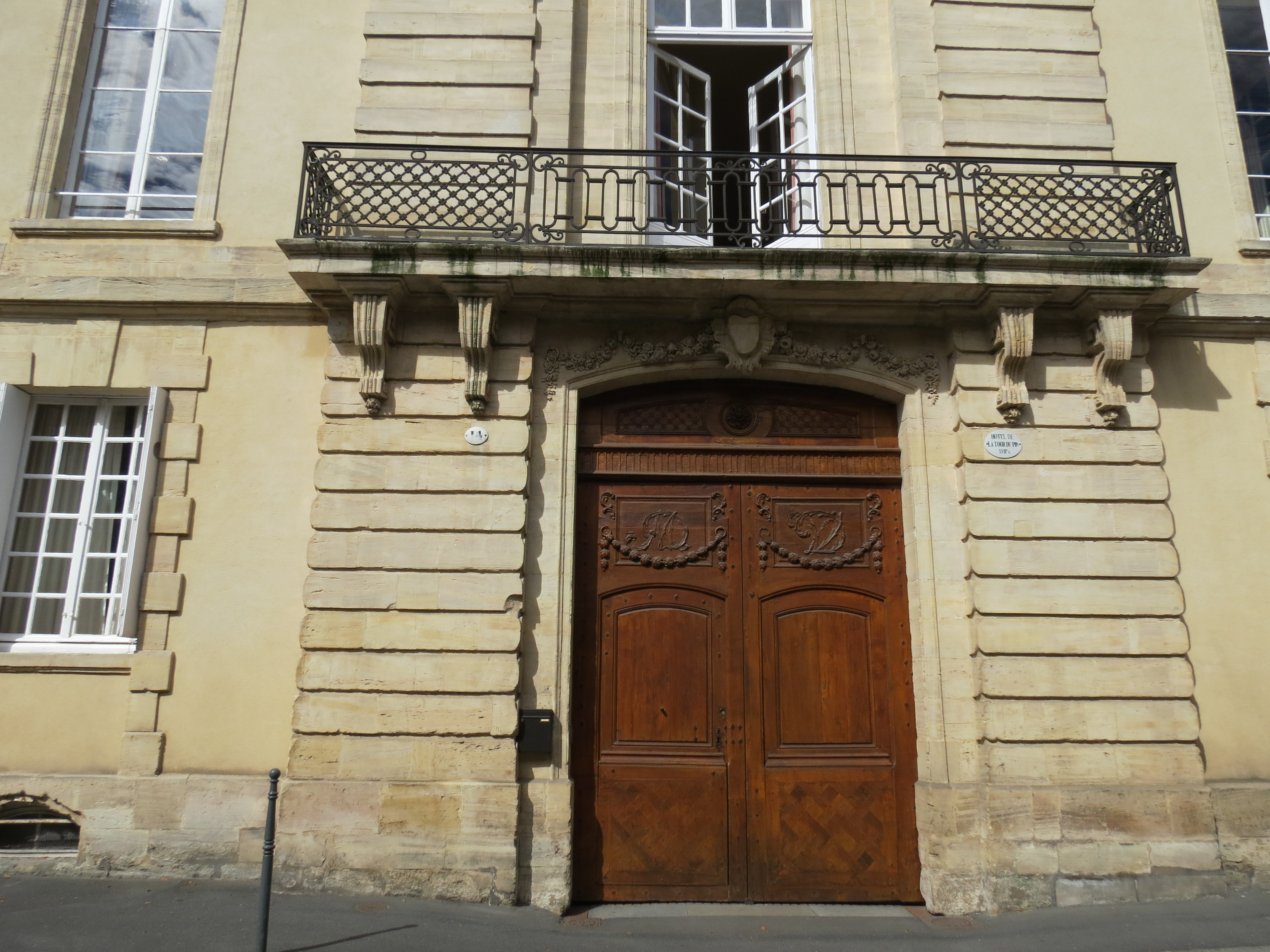
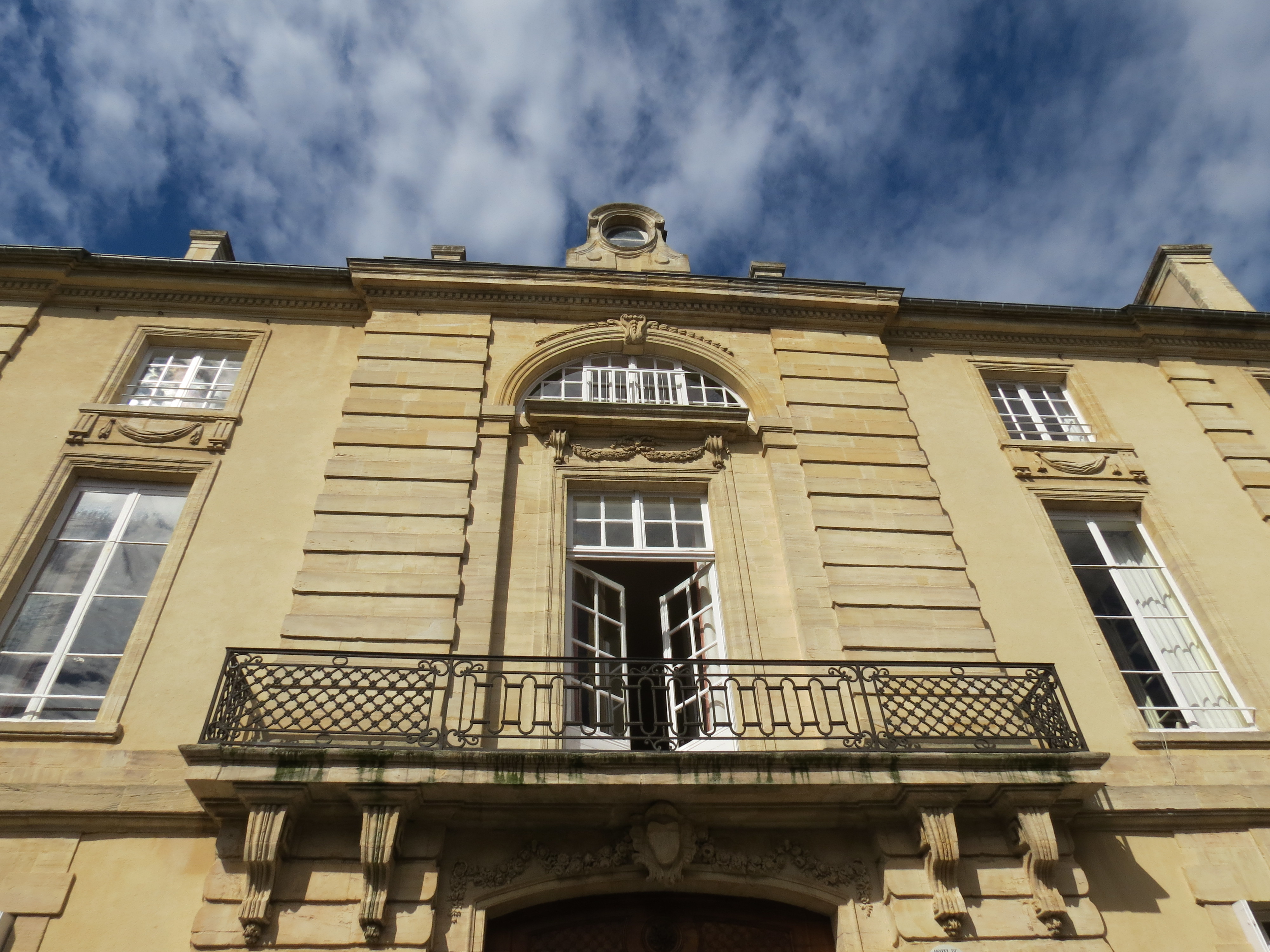

L'avant-corps est orné d'une belle ferronnerie.